# Ben Andrews
Ben Andrews (Cleveland, 19 giugno 1985) è un attore pornografico statunitense.

## Biografia
Inizia a lavorare nella pornografia gay nel 2006, nel film Michael Lucas Auditions 10, per la casa di produzione Lucas Entertainment.
Negli anni a venire lavora principalmente per questa casa di produzione, e diviene famoso soprattutto per le notevoli dimensioni del suo pene e per non essere circonciso.
Nella sua carriera ha svolto esclusivamente il ruolo di attivo.
Ha fatto da modello per la produzione di un dildo sulle sue forme e dimensioni.

## Riconoscimenti
- Vittorie
  - Golden Dickies Awards 2008 Best Major Studio Twink Performer per "The Intern". ".[1]

- Nomination
  - Grabby Awards 2007 nomination per Best Three-Way Sex Scene per "Encounters: Flash Point" con Chad Hunt and Sal.[2]
  - European Gay Porn Awards nominee 2007 per Best Duo in "The Intern" con Christian Cruz.[3]
  - GayVN Awards 2008 per Best Oral Scene con Christian Cruz.[4]
  - TLA Gay Awards 2010 per Best Hair.[5]
  - GayVN Awards 2010 nomination per Best Supporting Actor in "Wall Street".[6]

## Filmografia
- Michael Lucas Auditions 10
- Encounters 3: Flashpoint (2006)
- La Dolce Vita 1 (2006)
- La Dolce Vita 2 (2006)
- Gigolo (2007)
- The intern (2007)
- Bigger the Better (2007)
- Chad Hunt Collection (2007)
- Cruising Budapest 2: Ben Andrews (2007)
- Cruising Budapest 3: Lucio Maverick (2007)
- Michael Lucas Auditions 22 (2008)
- Michael Lucas Auditions 28: A Knight with Wilfred
- Return to Fire Island 2
- Brother's reunion (2008)
- Cum (2009)
- Wall Street (2009)
- Cock Cribs (2009)
- Cock Stalker (2009)
- Finally legal (2009)
- Blowjobs! (2010)
- Kings of New York (2010)
- Cum Guzzlers (2011)
- Corruction (2012)